# اونلوجه (توت)
اونلوجه {{ترکی|Ünlüce) (به کردی: Unlica) یک منطقهٔ مسکونی در ترکیه است که در توت، ترکیه واقع شده‌است.